# Tingsted Kirke
Tingsted Kirke er en middelalderlig kirke i landsbyen Tingsted på Falster.
Kalkmalerierne i kirken tilskrives Elmelundemesteren, der har dekoreret flere andre kirker i lokalområdet.

## Eksterne kilder og henvisninger
- Wikimedia Commons har flere filer relateret til Tingsted Kirke
- Tingsted Kirke Arkiveret 31. januar 2011 hos  Wayback Machine på nordenskirker.dk
- Tingsted Kirke på KortTilKirken.dk
- Tingsted Kirke på danmarkskirker.natmus.dk (Danmarks Kirker, Nationalmuseet)